# Протесты в Венесуэле (2024)
Венесуэльские протесты 2024 года — серия протестов, возникших после президентских выборов 2024 года в Венесуэле, обвинений оппозиции в фальсификации выборов и быстрого провозглашения Николаса Мадуро в качестве президента Венесуэлы (это будет его третий срок, который начнётся в январе 2025 года). Сообщается о стихийных протестах в различных населённых пунктах страны.

## Предыстория
После заявлений Элвиса Аморосо о победе Николаса Мадуро в ранние часы 29 июля оппозиционное большинство, организованное вокруг Марии Корины Мачадо и кандидата от Единой платформы Эдмундо Гонсалеса, осудили фальсификацию выборов. Аргентина, Чили, Коста-Рика, Эквадор, США, Панама, Парагвай, Перу и Уругвай скептически отнеслись к результатам, призвав к аудиту. Мадуро был провозглашён президентом на третий срок за несколько месяцев до запланированной смены правительства и до публикации общих результатов голосования.
Ни Мачадо, ни Гонсалес не призывали к протестам, а вместо этого попросили людей присутствовать на избирательных участках, пока не будут получены записи поданных голосов.
Как отмечает «Би-би-си», во время прошлых президентских выборов в Венесуэле в 2018 году протесты продолжались несколько месяцев, но власть Мадуро и его Единой социалистической партии устояла.

## Хронология

### 28 июля
28 июля 2024 года, в день выборов, Хулио Валерио Гарсия, житель штата Тачира, был застрелен группой неопознанных мотоциклистов. В тот день также было ранено четверо.
28 июля, в день выборов, венесуэльцы в бразильских городах Пакарайма, Боа-Виста и Сан-Паулу вышли на демонстрацию против Мадуро. В Сан-Паулу сотни венесуэльских мигрантов приняли участие в демонстрации в защиту демократии и призывали к свободе.

### 29 июля
Касероласо (форма протеста) прошли с востока на запад и юго-запад Каракаса. Протесты начались 29 июля в Каракасе с демонстраций в Исайяс Медина Ангарита в Катии, Руперто Луго и Руис Пинеда, а также на шоссе Каракас-Ла Гуайра; в штате Арагуа протесты были зарегистрированы в городе Кагуа; в штате Фалькон люди также вышли на улицы.
С утра 29 июля в разных районах Каракаса начался марш пустых кастрюль. Позже, утром, сообщалось о протестах в разных населённых районах столицы, особенно в нескольких секторах Петаре, таких как кварталы Сан-Блас или Ла-Долорита. Также сообщалось о сильном присутствии полиции в столице.
Несколько тысяч человек вышли на протест возле самого большого бедного квартала Каракаса. Протестующие скандировали «Свобода!» и «Эта власть падет!», жгли развешанные по стенам и столбам портреты Мадуро, покрышки, мусор и машины. В Петаре несколько молодых людей в масках сорвали предвыборные плакаты Мадуро.  
В городе Коро протестующие снесли статую покойного президента Уго Чавеса. В дальнейшем снос статуй стал общенациональной тенденцией, и некоторые пользователи социальных сетей сообщили о сносах статуй, а также об уничтожении многочисленных боливарианских пропагандистских плакатов и фресок во многих других городах и посёлках.
Шоссе Каракас–Ла-Гуайра было заблокировано протестующими из сектора Эль-Лимон.
Europa Press сообщила о протестах в Петаре, Альтамире, Чакаито, Бельяс-Артес, Ла-Вега, Эль-Валье, Катии и Ла-Канделарии, а также о скоплениях людей на шоссе Петаре-Гуаренас, в частности в приходе Каукагуита в муниципалитете Сукре, штат Миранда.
Во время протестов 29 июля погибли 2 человека (в том числе 15-летний подросток), 7 протестующих получили ранения, а также 3 неподтверждённых случая смерти от огнестрельных ранений.
Разгонять протестующих полицейским помогали «колективос» — члены военизированных организаций, поддерживающих власть Мадуро.

### 30 июля
В Пунто-Фихо протестующие в полночь подожгли мэрию Карирубаны и региональную штаб-квартиру Единой социалистической партии.
Вооруженные силы Венесуэлы выразили «абсолютную лояльность и безоговорочную поддержку» Николасу Мадуро, сообщил министр обороны Венесуэлы, главнокомандующий и союзник чавизма Владимир Падрино Лопес. До поздней ночи поступали сообщения о столкновениях с применением огнестрельного оружия между военными, полицией и колективосом против гражданских лиц и вооруженных групп в Петаре.
Министр иностранных дел Коста-Рики, Арнольдо Андре, заявил о готовности своей страны предоставить убежище для Мачадо и Гонсалесу.

### 31 июля
Николас Мадуро подал апелляцию о конституционной защите в Избирательную палату Верховного суда (TSJ) с намерением узаконить результаты выборов в свою пользу. Эти действия подверглись резкой критике со стороны оппозиции на фоне растущей напряженности и обвинений в фальсификации выборов со стороны национального и международного сообщества.

### 3 августа
Венесуэльская оппозиция во главе с Марией Кориной Мачадо призвала в субботу мобилизоваться, чтобы защитить «триумф, одержанный в прошлое воскресенье».
Лидер оппозиции призвал граждан мобилизоваться «в каждом городе и поселке» вместе со своими семьями, чтобы «утвердить нашу правду: мы победили».

## Последствия

### Блокировки соцсетей в Венесуэле
9 августа 2024 года Мадуро приказал временно заблокировать соцсеть X (бывший Twitter). По его словам, владелец соцсети Илон Маск «нарушил все правила социальной сети», заявив, что эта соцсеть использовалась его оппонентами для разжигания политических волнений. До этого, Маск на своей странице в соцсети X писал, что для народа Венесуэлы «пришло время получить шанс на лучшее будущее», призывая поддержать лидера оппозиции Марию Корину Мачадо, и назвал Мадуро клоуном и диктатором.